# Аренс, Генрих Лудольф
Франц Ге́нрих Лудольф А́ренс (нем. Heinrich Ludolf Ahrens; 1809—1881) — немецкий учёный, педагог и филолог, иностранный член-корреспондент Петербургской академии наук (1879).

## Биография
Генрих Лудольф Аренс родился 6 июня 1809 года в городе Хельмштедте.
С 1826 года Г. Л. Аренс изучал в Гёттингенском университете математику и филологию, но некоторое время спустя оставляет точные науки и практически целиком погружается в гуманитарную сферу.
Аренс, согласно Энциклопедическому словарю Брокгауза и Ефрона, принадлежал к числу наиболее выдающихся учеников Карла Отфрида Мюллера, Георга Лудольфа Диссена (нем. Georg Ludolf Dissen) и Александра Митчерлиха.
В 1829 году был премирован университетом за свою философскую работу озаглавленную «De Athenarum statu politico et literario inde ab Achaici foederis interitu usque ad Antoninoram tempora».
Практически сразу после этого в альма-матер ему предоставили доцентуру, однако, уже в следующем году он занялся преподаванием в местной гимназии, а в 1831 году занял место преподавателя в учительской семинарии в Ильфельде, и занимал эту должность в течение четырнадцати лет.
Весною 1846 года Аренс занял пост директора в Лингеве. Через три года, в 1849 году Генрих Лудольф Аренс возглавил лицей в городе Ганновере и занимал эту должность в течение трёх десятилетий.
Его печатные труды были посвящены в основном языку и литературе Древней Греции. Разработанная им педагогическая система, предлагающая начинать чтение греческих классиков с Гомера, вызывала неоднократные протесты коллег, однако даже его оппоненты признавали, что в руках такого выдающегося педагога, как Аренс, и она может показать замечательные результаты.
Генрих Лудольф Аренс скончался 24 сентября 1881 года в Ганновере.

## Избранная библиография
- «De Athenarum statu politico et literario inde ab Achaici foederis interitu usque ad Antoninoram tempora» (Гёттинген, 1829),
- «De graecae linguae dialectis. Liber I; De dialectis aeolicis et pseudoaeolicis» (Гёттинген, 1839),
- «Liber II, de dialecto dorica» (Гёттинген, 1843),
- «Griechische Elementarbuch aus Homer, 1 Cursus» (Гёттинген, 1850),
- «Griechische Formenlehre des homerischen und attischen dialects» (Гёттинген, 1852),
- «Bucolicorum Graecorum Theocriti Bionis Moschi reliquiae accedentibus incertorum idylliis» (2 тома, Лейпциг, 1855—1859).
- «Das Amt der Schlüssel» (Ганновер, 1864),
- «Geschichte des Lyceums zu Hannover von 1267 bis 1533» (Ганновер, 1870),
- «Über Namen und Zeit des Campus Martius der alten Franken» (Ганновер, 1872).